# Бербераті (аеропорт)
 Аеропорт Бербераті (IATA: BBT, ICAO: FEF) — аеропорт у місті Бербераті, Центральноафриканська Республіка.

## Особливості
Аеропорт знаходиться на висоті 1929 футів (588 м) над рівнем моря. Є одна асфальтова злітно-посадкова смуга завдовжки 1 660 м.